# Quercus cerrioides
Quercus cerrioides är en bokväxtart som beskrevs av Heinrich Moritz Willkomm och Costa. Quercus cerrioides ingår i släktet ekar, och familjen bokväxter. Inga underarter finns listade.

## Bildgalleri

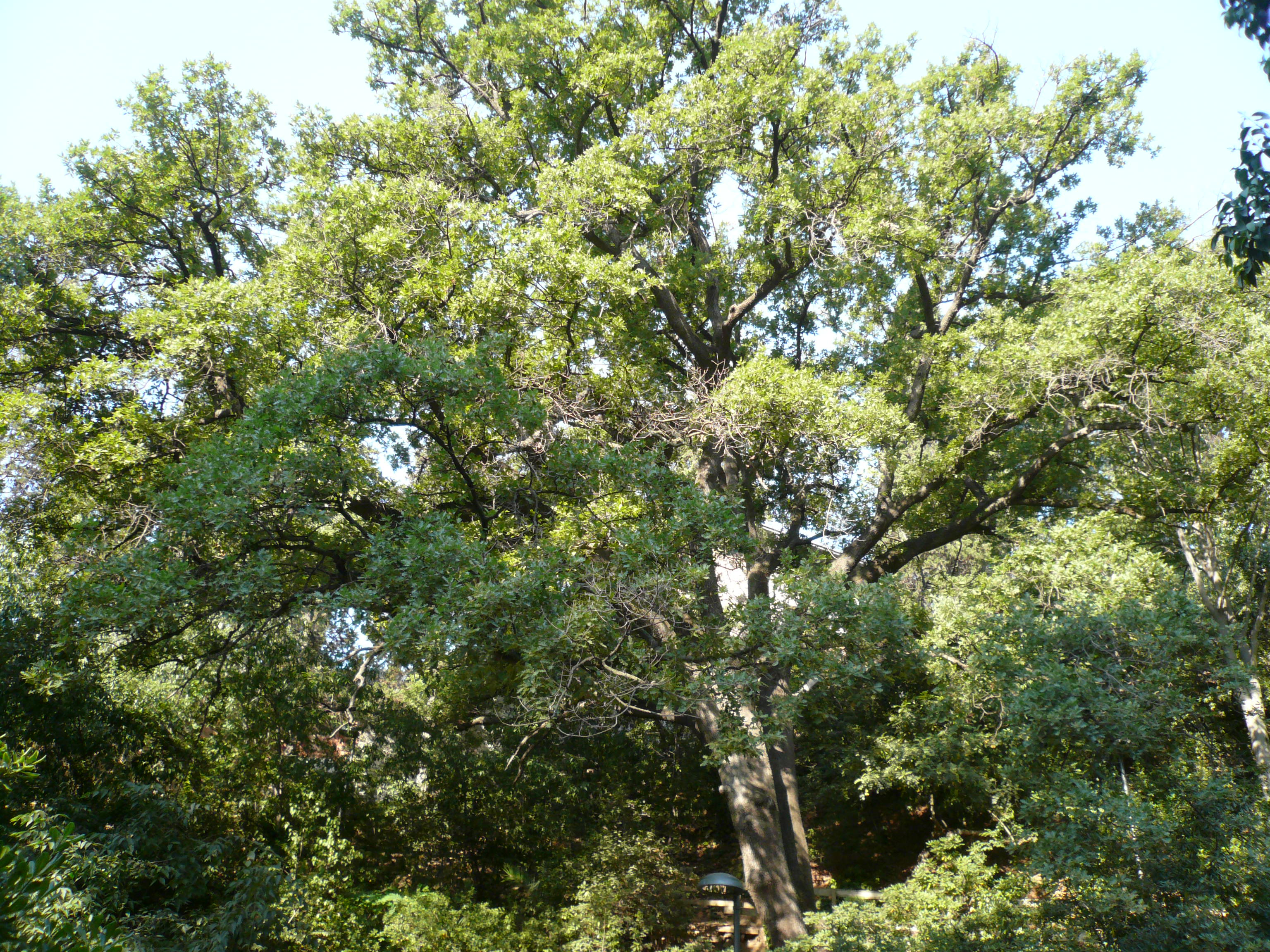
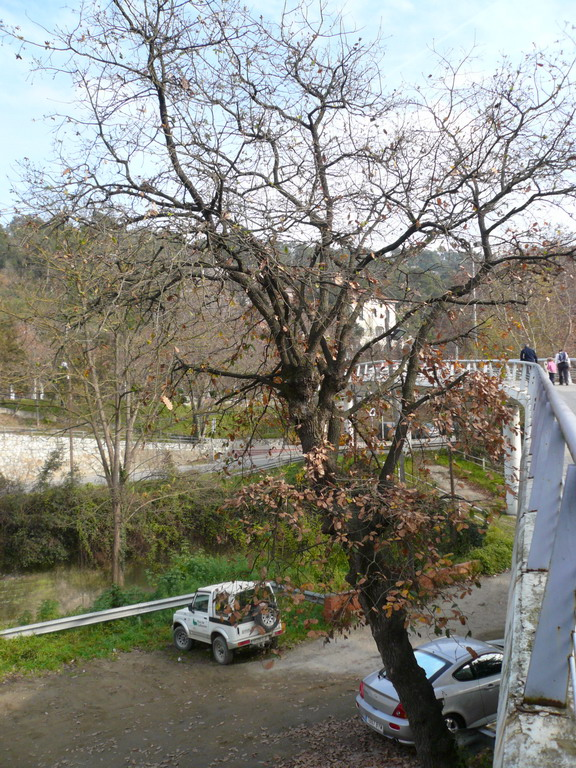
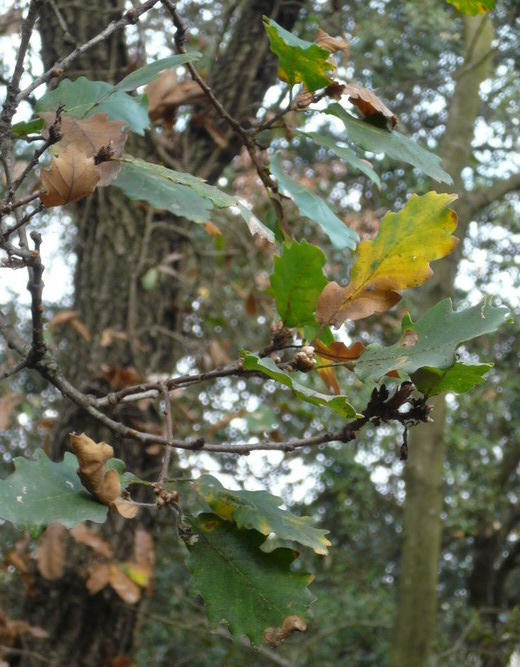